# Jennifer Lores Cortizo
Jennifer Lores Cortizo, (El Bronx, Estados Unidos, 27 de abril de 1991) es una jugadora de fútbol sala española. Juega de ala-cierre y su equipo actual es el Ourense Envialia de la Primera División de fútbol sala femenino de España.

## Trayectoria
Comenzó jugando en Marcón FSF hasta que en la temporada 2014-15 ficha por el Poio Pescamar FS donde debuta en primera división. En la temporada 2019-20 ficha por el CD Burela FS con el que ganó la Recopa, la Supercopa y la Liga. En la temporada 2020-21 ficha por el Ourense Envialia.

## Selección nacional
Debutó el 1 de octubre de 2019 con la selección española en un partido amistoso contra Portugal, jugado en el pabellón Carolina Marín de Huelva. Su primer gol se lo hizo a Japón en el pabellón de Vista Alegre de Burela.

## Estadísticas

### Clubes
Actualizado al último partido jugado el 12 de junio de 2022.
| Club | Div.          | Temporada     | Liga  | Liga  | Liga       | Liga      | Copas nacionales(1) | Copas nacionales(1) | Copas nacionales(1) | Copas nacionales(1) | Torneos internacionales(2) | Torneos internacionales(2) | Torneos internacionales(2) | Torneos internacionales(2) | Total(3) | Total(3) | Total(3)   | Total(3)  |
| Club | Div.          | Temporada     | Part. | Goles | Amonestado | Expulsado | Part.               | Goles               | Amonestado          | Expulsado           | Part.                      | Goles                      | Amonestado                 | Expulsado                  | Part.    | Goles    | Amonestado | Expulsado |
| --- | ------------- | ------------- | ----- | ----- | ---------- | --------- | ------------------- | ------------------- | ------------------- | ------------------- | -------------------------- | -------------------------- | -------------------------- | -------------------------- | -------- | -------- | ---------- | --------- |
| Marcón FSF · España |               |               |       |       |            |           |                     |                     |                     |                     |                            |                            |                            |                            |          |          |            |           |
| 2.ª |               |               |       |       |            |           |                     |                     |                     |                     |                            |                            |                            |                            |          |          |            |           |
| |               | -             | -     | -     | -          | -         | -                   | -                   | -                   | -                   | -                          | -                          |                            | -                          | -        | -        |            |           |
| Total club | Total club    | -             | -     | -     | -          | -         | -                   | -                   | -                   | -                   | -                          | -                          | -                          | -                          | -        | -        | -          |           |
| Poio Pescamar FS · España |               |               |       |       |            |           |                     |                     |                     |                     |                            |                            |                            |                            |          |          |            |           |
| 1.ª |               |               |       |       |            |           |                     |                     |                     |                     |                            |                            |                            |                            |          |          |            |           |
| 2014-15 | 29            | 12            | 9     | 0     | -          | -         | -                   | -                   | -                   | -                   | -                          | -                          | 29                         | 12                         | 9        | 0        |            |           |
| 2015-16 | 30            | 15            | 4     | 0     | -          | -         | -                   | -                   | -                   | -                   | -                          | -                          | 30                         | 15                         | 4        | 0        |            |           |
| 2016-17 | 30            | 11            | 8     | 0     | 1          | 0         | 0                   | 0                   | -                   | -                   | -                          | -                          | 31                         | 11                         | 8        | 0        |            |           |
| 2017-18 | 30            | 18            | 6     | 0     | 1          | 0         | 1                   | 0                   | -                   | -                   | -                          | -                          | 31                         | 18                         | 7        | 0        |            |           |
| 2018-19 | 30            | 16            | 14    | 0     | 1          | 0         | 0                   | 0                   | -                   | -                   | -                          | -                          | 31                         | 16                         | 14       | 0        |            |           |
| Total club | Total club    | 149           | 72    | 41    | 0          | 3         | 0                   | 1                   | 0                   | -                   | -                          | -                          | -                          | 152                        | 72       | 42       | 0          |           |
| CD Burela FS · España |               |               |       |       |            |           |                     |                     |                     |                     |                            |                            |                            |                            |          |          |            |           |
| 1.ª |               |               |       |       |            |           |                     |                     |                     |                     |                            |                            |                            |                            |          |          |            |           |
| 2019-20 | 22            | 11            | 4     | 0     | 4          | 3         | 0                   | 0                   | 2                   | 3                   | -                          | -                          | 28                         | 17                         | 4        | 0        |            |           |
| Total club | Total club    | 22            | 11    | 4     | 0          | 4         | 3                   | 0                   | 0                   | 2                   | 3                          | -                          | -                          | 28                         | 17       | 4        | 0          |           |
| Ourense Envialia · España |               |               |       |       |            |           |                     |                     |                     |                     |                            |                            |                            |                            |          |          |            |           |
| 1.ª |               |               |       |       |            |           |                     |                     |                     |                     |                            |                            |                            |                            |          |          |            |           |
| 2020-21 | 23            | 5             | 2     | 0     | 3          | 1         | 0                   | 0                   | -                   | -                   | -                          | -                          | 26                         | 6                          | 2        | 0        |            |           |
| 2021-22 | 25            | 11            | 4     | 0     | 2          | 0         | 0                   | 0                   | -                   | -                   | -                          | -                          | 27                         | 11                         | 4        | 0        |            |           |
| Total club | Total club    | 48            | 16    | 6     | 0          | 5         | 1                   | 0                   | 0                   | -                   | -                          | -                          | -                          | 53                         | 17       | 6        | 0          |           |
| Total carrera | Total carrera | Total carrera | 219   | 99    | 51         | 0         | 12                  | 4                   | 1                   | 0                   | 2                          | 3                          | -                          | -                          | 233      | 106      | 52         | 0         |
| (1) Incluye datos de Copa / Supercopa. (2) Incluye datos de Campeonato de Europa de Clubes, Recopa y Copa Intercontinental. (3) No incluye datos de partidos amistosos. |               |               |       |       |            |           |                     |                     |                     |                     |                            |                            |                            |                            |          |          |            |           |

## Palmarés y distinciones
- Liga española: 1

2019-20
- Supercopa de España: 1

2019
- Recopa Europea: 1

2019